# Eisgraben (Streu)
Der Eisgraben, in der Hochrhön auch Aschelbach genannt, ist ein Bach, der in der Langen Rhön entspringt, das Schwarze Moor streift, dabei oberirdisch entwässert beziehungsweise unterirdisch Wasser abgibt und nach einer Fließstrecke in einem tief eingeschnittenen Kerbtal schließlich in der Fladunger Mulde in die Streu mündet. Der Eisgraben ist durch einen besonders starken Wolkenbruch bekannt, der 1834 das Tal zwischen Langer Rhön und Hausen maßgeblich formte und dabei das Dorf mit einer Schlamm- und Gesteinslawine überrollte.

## Namensherkunft
Der Name rührt daher, dass durch das Tal des Eisgrabens kalte Winde in Richtung Hausen fließen.

## Geographie

### Verlauf
Der Eisgraben, oder Aschelbach, fließt überwiegend in West-Ost-Richtung. Er entspringt südlich des Schwarzen Moores auf der Hochfläche der Langen Rhön und fließt anschließend in nördlicher bis nordöstlicher Richtung darauf zu und streift es dabei. Dabei entwässert er im südöstlichen Teil des Moores zum Rhein hin. Der Querenbach, der im Westen des Moores entspringt, entwässert zur Weser. Damit liegt das Schwarze Moor auf der Wasserscheide von Rhein und Weser. Hinter dem Moor fließt der Bach nach Südosten und unterquert dabei die Hochrhönstraße.
Wenige hundert Meter dahinter bildet der Bach den Eisgraben-Wasserfall. Das Wasser fällt hier über Basaltblöcke 4 m tief, es gräbt sich ab hier tief in den Grund ein. Am Waldrand wechselt der Bach seine Fließrichtung in eine überwiegend östliche Richtung. In der Nähe liegt die Frauenhöhle, die aus Sicherheitsgründen nicht besichtigt werden kann. Das Tal ist stark eingekerbt, die Talhänge erreichen bisweilen Hangneigungen von 45°. Der Bach quert östlich von Hausen die Straße nach Hillenberg und erreicht hier wieder offenes Land. Hinter einem kurzen Waldstück fließt er schließlich durch den Ort Hausen nördlich des Ortskerns. Im Ort unterquert er dabei die Kreisstraßen NES 27 (Stetten–Leubach) und NES 26 (Hausen–B 285).
Hinter der Siedlung durchquert der Bach eine Streuobstwiese. Hier zweigt eine Flutmulde direkt östlich ab, während der Eisgraben selbst einen Bogen in nördlicher Richtung beschreibt. Der Eisgraben wird am Straßendamm der Kreisstraße NES 28 (Stetten–Fladungen) nach Süden abgelenkt und unterquert diese nach Wiederaufnahme der Flutmulde in östlicher Richtung. In diesem Bereich wird das umgebende Land landwirtschaftlich bewirtschaftet. Nach der Unterquerung der Bahnstrecke Mellrichstadt–Fladungen wechselt die Fließrichtung nach Süden. Der Bach mündet, nachdem er einen Kilometer annähernd parallel zur Streu floss, von rechts in diese. Hierbei gibt der Eisgraben die weitere Richtung vor. Die Streu beschreibt einen Linksbogen und fließt in die Richtung, die der Eisgraben vorgibt.
Während des Verlaufs durchfließt der Bach folgende Gemarkungen: Hausen (zu Hausen), Fladungen (zu Fladungen), Hausen, Heufurt (zu Fladungen) und Nordheim v.d.Rhön (zu Nordheim vor der Rhön).

### Zuflüsse
In der Langen Rhön führen ausschließlich temporär wasserführende Gräben dem Eisgraben das Wasser zu. Im Ostabfall existieren kurze Seitenbäche. Der Bocksbrunnen und der Schäfersbrunnen sind kartographisch verzeichnet. Ein mehrere Kilometer langer Zufluss des Unterlaufs, Möchenbrünnleinsgraben genannt, entspringt im Süden von Hausen und fließt 500 m östlich der NES 28 dem Eisgraben von rechts zu.

### Fließgewässer im Flusssystem Streu
- Liste der Fließgewässer im Flusssystem Streu

### Durchflossene Naturräume
Das komplette Einzugsgebiet wird der naturräumlichen Haupteinheitengruppe Osthessisches Bergland (Nr. 35) zugeordnet. Der Ober- und der Mittellauf liegen in der Haupteinheit Hohe Rhön (354) und in der Untereinheit Zentrale Rhön (354.1). Im Oberlauf wird die Lange Rhön (354.11) durchflossen. Typisch für den Naturraum, ist das Fließgefälle flach. Nur wenige Quellen und das Hochmoor führen Wasser zu. Mit Eintritt in den Wald steigt das Gefälle an, die Hangneigungen steigen. Dieser Bereich, bis hinter Hausen, wird dem Ostabfall der Langen Rhön (354.12) zugerechnet. Die wieder flache Gegend im Bereich des Unterlaufs wird Fladunger Mulde genannt, bildet jedoch keine offiziell abgegrenzte naturräumliche Einheit und wird nach alter Zuordnung dem Östlichen Rhönvorland (353.3) zugerechnet, das wiederum der Vorder- und Kuppenrhön (mit Landrücken) (353) zugeordnet wird. Diese Zuordnung zur Vorder- und Kuppenrhön wurde bereits 1987 vom Verfasser des Blattes Coburg, Heinz Späth, in Frage gestellt. Er plädierte stattdessen für eine Zuordnung zur Haupteinheitengruppe Mainfränkische Platten (Nr. 13) und dort wiederum zu den Werra-Gäuplatten (138²).

## Geologie
Der obere Abschnitt des Bachtals gehört zur Langen Rhön: Das Gestein der Langen Rhön ist zumeist Basalt, wodurch die Hangneigung zumeist unter 6 Grad liegt. Das Schwarze Moor, das durch den Eisgraben entwässert wird, ist ein Hochmoor mit etwa 60 ha Fläche bei einer Torfmächtigkeit von vier bis fünf Metern. Die Böden abseits des Moores sind überwiegend nährstoffreiche Ranker bis Braunerden mit geringem bis hohem Wasserspeicherungsvermögen und staunasse Pseudogley-Braunerden sowie Pseudogleye geringer Wasserdurchlässigkeit über den Basalten. Auf den Solifluktionsdecken findet man Mischtypen. In Quellmulden sind Gleye ausgebildet.
Im mittleren Laufabschnitt tritt der Muschelkalksockel der Rhön zu Tage, gelegentlich gestört durch Basaltgänge. Der geologische Aufbau dieses Bereichs ist typisch für den Ostabfall der Langen Rhön Dabei teilt der Eisgraben den Ostabfall, gemeinsam mit den parallelen anderen Bächen, morphologisch in Riedel. Ein im Tertiär entstandenes Braunkohleflöz wurde teilweise bergmännisch abgebaut. Über dem Anstehenden hat sich zumeist Solifluktionsschutt angesammelt, am Fuß sind pleistozäne Schotterfelder ausgebildet. Auf Muschelkalk und Basalt haben sich im Laufe der Jahrmillionen sandige bis schluffige und tonige Lehmböden gebildet. Des Weiteren finden sich im oberen Teil mehrere Blockschutthalden aus Basalt.
Der Unterlauf liegt in der Fladunger Mulde. Das anstehende Gestein sind hier Tonsteine des oberen Buntsandsteins mit einer Decke aus Hangschutt oder Löss. Die Böden sind eine gute Grundlage für Ackerbau.

## Natur und Umwelt

### Schutzgebiete und Geotope
Der Oberlauf des Baches liegt im Naturschutzgebiet Lange Rhön (CDDA-Nr. 7005; 1982 ausgewiesen; 32,91 km² groß). Jenseits des Waldrands grenzt das Naturwaldreservat Eisgraben an (CDDA-Nr. 318831; 1952 ausgewiesen; 29,93 ha groß, nach anderen Quellen 27,9 ha und 1978 ausgewiesen). Das Naturwaldreservat erstreckte sich ursprünglich nur auf einen Bereich nördlich des Baches, wurde 1998 aber um Hänge südlich des Baches erweitert. Weiter durchfließt der Eisgraben das Landschaftsschutzgebiet Bayerische Rhön (CDDA-Nr. 396113; 959,8 km²), wobei das Siedlungsgebiet Hausens und bewirtschaftete Flächen ausgespart worden sind, das von der NES 28 begrenzt ist. Bis zur Siedlungsgrenze liegt das Bachtal zusätzlich im Vogelschutzgebiet Bayerische Hohe Rhön(VSG-Nr. 5526-471; 19,029 km²) und das gleichnamige Fauna-Flora-Habitat (FFH-Nr. 5526-371; 192,6 km²). An dieses schließt das Fauna-Flora-Habitat Bachsystem der Streu mit Nebengewässern an (FFH-Nr. 5527-371; 12,76 km²). Das komplette Bachsystem liegt außerdem im Biosphärenreservat Rhön (1852,62 km², 1991 durch die UNESCO anerkannt), sowie im Naturpark Bayerische Rhön (1236,08 km², 1967 ausgewiesen).
Im Tal des Eisgrabens liegen zwei Geotope, die vom Bayerischen Landesamt für Umwelt (LfU) ausgewiesen wurden: Das Schwarze Moor ist eines der größten und besterhaltenen Hochmoore und wurde als eines von Bayerns 100 schönsten Geotopen bezeichnet; das Geotop wird als wertvoll eingeschätzt. Der Zugang des für Besucher zugänglichen Bereichs befindet sich im Nordosten des Moores. Das zweite Geotop ist der Basaltblockschutt am Eisgraben WSW von Hausen. Dieses Blockmeer liegt nahe der Eisgrabenhütte und geht in Rutschmasse über. Auch dieses Geotop gilt als wertvoll.

### Flora
Die Hochflächen werden extensiv bewirtschaftet.
Im 19. Jahrhundert wurden Fichten gepflanzt. Der ursprüngliche Wald ist kaum zu erkennen. Jedoch ist überliefert, dass Mittelwaldwirtschaft betrieben wurde, das heißt, dass einzelne Bäume als Bauholz wachsen durften, der Rest alle zehn Jahre heruntergeschnitten wurde zum Neuaustrieb. Dafür ist die Buche jedoch ungeeignet. Inzwischen wächst an diesen Stellen die Buche wieder. Im Mittellauf wurde der Holzschlag 1971 eingestellt.
Es wachsen Edellaubbäume wie Bergahorn, Esche und Bergulme. Dort, wo sich das Tal weitet, ist der Wald buchenfrei. An diesen Stellen wachsen auch großblättrige Pflanzen wie Silberblatt, Weißer Pestwurz und Breitblättrige Glockenblume. Der Totholzanteil betrug 1995 im Naturwaldreservat 180 Festmeter, davon 3/4 liegend. Am stärksten davon sind Buchen betroffen. Der Anteil am Baumbestand beträgt immer noch 75 %.
Dank der guten Böden ist der Bereich um den Unterlauf schon seit der dauerhaften Besiedelung bewirtschaftet und zum Ackerbau genutzt.

## Geschichte
Am 26. Juli 1834 ereignete sich in der Hochrhön ein Unwetter, das eine Schlamm- und Gesteinslawine verursachte. Dies führte zur Überflutung von Hausen. Dabei erhielt der Eisgraben seine bis heute nur wenig veränderte Geländestruktur, und durch die weggerissenen Erdmassen wurden Braunkohleflöze freigelegt.
Nach der Freilegung von Braunkohleflözen wurde zweimal vergeblich versucht, sie gewinnbringend zu fördern. Die Kohle hatte mindere Qualität für den Verkauf, war zur Eigenversorgung jedoch ausreichend. Nach dem Zweiten Weltkrieg wurde die Förderung eingestellt, und die Stollen wurden gesprengt. Die Braunkohle enthielt viele Abdrücke von Pflanzen.